# نموذج مواد كلفن فويت
نموذج مواد كلفن فويغت ويسمى أيضا نموذج مواد كلفن، هي موادة مرونية لزوجية تحوي خاصيتي المرونة واللزوجة. وهو يسمى تبعا لاسم العالمين لورد كلفن الإسكتلندي وفولديمار فويغت الألماني.

## تعريف النموذج

نموذج مواد كلفن فويغت يصل الزنبرك (في الأعلى) والنبيطة (في الأسفل) بالموازات

يمكن تمثيله نموذج كلفن فويغت بنبيطة (Dashpot) لزج وزنبرك مَرِن موصولان بالموازات. وبهذه الصورة يصبح الإجهاد الإجمالي (Total stress) والانفعال الإجمالي (Total strain) كم يلي:
{\displaystyle {\sigma _{Total}}={\sigma _{D}}+{\sigma _{S}}}
{\displaystyle {\epsilon _{Total}}={\epsilon _{D}}={\epsilon _{S}}}
حيث أن:
- {\displaystyle {\sigma _{Total}}} الإجهاد الإجمالي (Total stress)
- {\displaystyle {\sigma _{D}}} إجهاد النبيطة (Dashpot stress)
- {\displaystyle {\sigma _{S}}} إجهاد الزنبرك (Spring stress)
- {\displaystyle {\epsilon _{Total}}} الانفعال الإجمالي (Total strain)
- {\displaystyle {\epsilon _{D}}} انفعال النبيطة (Dashpot strain)
- {\displaystyle {\epsilon _{S}}} انفعال الزنبرك (Spring strain)

بتعويض قاعدتي:
{\displaystyle {\sigma _{S}}=E*\epsilon _{S}} للزنبرك
{\displaystyle {\sigma _{D}}={\eta }*{\frac {d\epsilon _{D}}{dt}}} للنبيطة
تصبح القاعدة:
{\displaystyle {\sigma _{Total}}=E*\epsilon _{S}+{\eta }*{\frac {d\epsilon _{D}}{dt}}}
وتصبح معادلة تغير الإجهاد والانفعال بالنسبة للوقت لنموذج مواد ماكسويل:
{\displaystyle {\sigma }=E*\epsilon +{\eta }*{\frac {d\epsilon }{dt}}}
أو بأسلوب النقطة:
{\displaystyle {\sigma }=E*\epsilon +{\eta }*{\dot {\epsilon }}}

## اقرأ أيضا
- النموذج القياسي الخطي الصلبة
- نموذج مواد ماكسويل